# Perilampus emersoni
Perilampus emersoni är en stekelart som beskrevs av Girault 1930. Perilampus emersoni ingår i släktet Perilampus och familjen gropglanssteklar. Inga underarter finns listade i Catalogue of Life.